# Manhattan Beach (Californië)

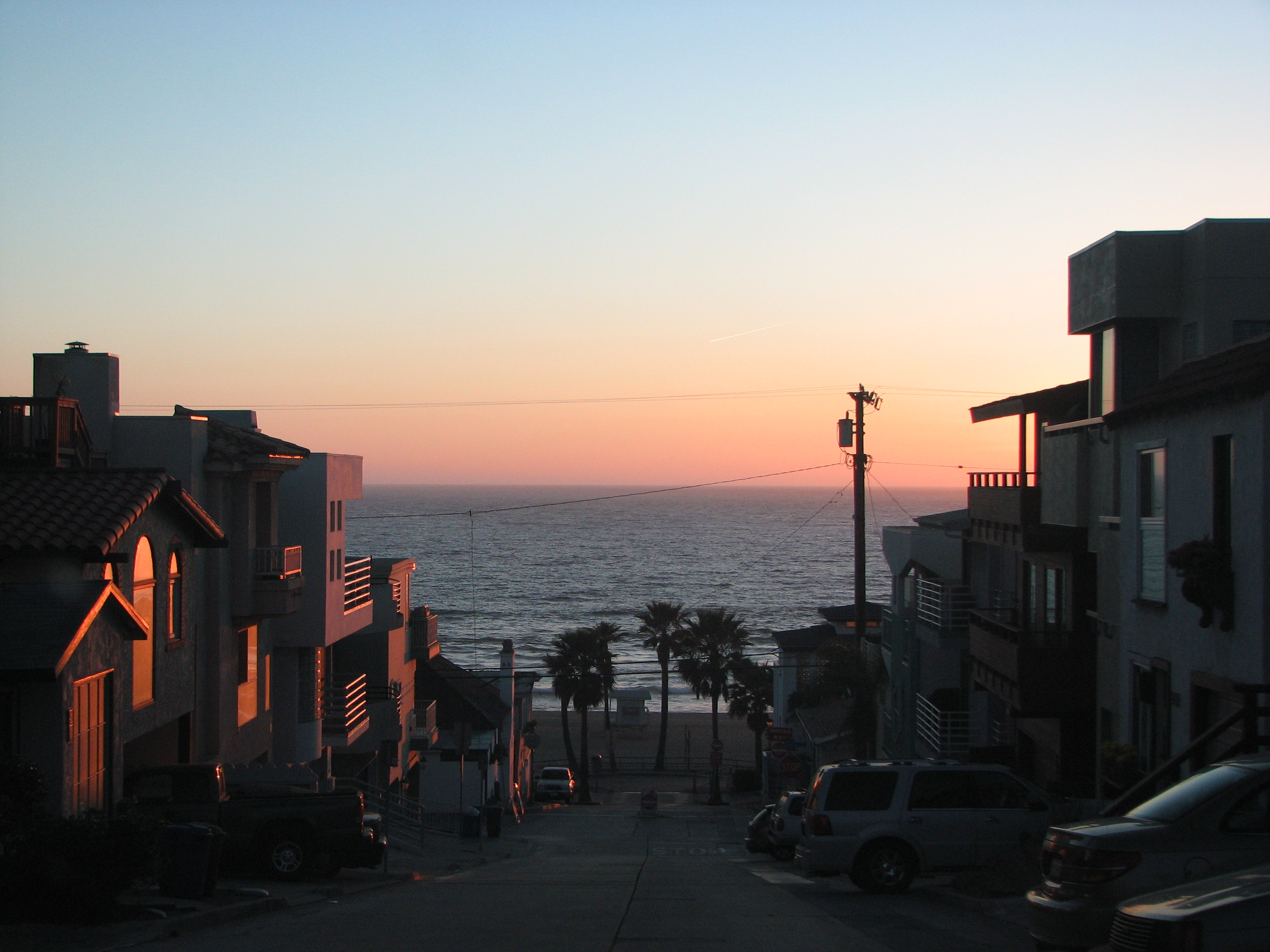
Huizen in Manhattan Beach

Manhattan Beach is een plaats (city) in de Amerikaanse staat Californië, en valt bestuurlijk gezien onder Los Angeles County.

## Demografie
Bij de volkstelling in 2000 werd het aantal inwoners vastgesteld op 33.852.
In 2006 is het aantal inwoners door het United States Census Bureau geschat op 36.665, een stijging van 2813 (8.3%).

## Geografie
Volgens het United States Census Bureau beslaat de plaats een oppervlakte van
26,9 km², waarvan 10,2 km² land en 16,7 km² water.

## Geboren in Manhattan Beach
- Leslie E. Robertson (1928-2021), civiel ingenieur
- Mike Dodd (1957), beachvolleyballer
- Barbra Fontana (1965), beachvolleyballer
- Jeff Tarango (1968), tennisser
- Lisa Arce (1969), beachvolleyballer
- Eric Fonoimoana (1969), beachvolleyballer
- Holly McPeak (1969), beachvolleyballer
- Danny Strong (1974), acteur, scenarioschrijver en producent
- Alix Klineman (1989), volleyballer en beachvolleyballer

## Plaatsen in de nabije omgeving
De onderstaande figuur toont nabijgelegen plaatsen in een straal van 8 km rond Manhattan Beach.